# Procanace mcalpinei
Procanace mcalpinei är en tvåvingeart som beskrevs av Wayne N. Mathis 1996. Procanace mcalpinei ingår i släktet Procanace och familjen Canacidae. Inga underarter finns listade i Catalogue of Life.